# K-1 World MAX 2005 World Championship Final
K-1 World MAX 2005 World Championship Final was een lichtgewicht K-1-evenement waaraan in totaal veertien vechters deelnamen. Het evenement vond op woensdag 20 juli 2005 plaats in de Yokohama Arena te Yokohama, Japan. De acht finalisten waren afkomstig uit zes landen.

## Overzicht wedstrijden

### Superfights
| Akeomi Nitta   | vs | Koutetsu Boku   |
| Ramon Dekkers  | vs | Duane Ludwig    |
| Yoshihiro Sato | vs | Virgil Kalakoda |

### Reservewedstrijd
| Kasuya Yasuhiro | vs | Darius Skliaudys |

### Kwartfinale
| Masato               | vs | Mike Zambidis         |
| Takayuki Kohiruimaki | vs | Andy Souwer           |
| Albert Kraus         | vs | John Wayne Parr       |
| Buakaw Por Pramuk    | vs | Jadamba Narantungalag |

Masato leed zwaar onder de kicks van Zambidis en kon niet meer zonder hulp de ring uit. Hij gaf later op wegens een haarscheur in zijn linkerenkel en werd vervangen door de winnaar van de reservewedstrijd, Kasuya Yasuhiro.

### Halve finale
| Kasuya Yasuhiro | vs | Andy Souwer        |
| Albert Kraus    | vs | Buakaw Por. Pramuk |

### Finale
| Andy Souwer | vs | Buakaw Por. Pramuk |